# Aurikulotemporalisneuralgie
Die Aurikulotemporalisneuralgie gehört zur Gruppe der Gesichtsneuralgien (Gesichtsschmerzen). Ein Teil ihrer Symptomatik, das sogenannte "Parotisschwitzen" (oder "Geschmacksschwitzen"), wurde bereits 1853 von Jules Baillarger erwähnt. Als Krankheitsbild beschrieben hat es jedoch erst Łucja Frey-Gottesman 1923.

## Symptomatik
Bei der Aurikulotemporalisneuralgie kommt es zu brennenden Schmerzen im Versorgungsgebiet des Nervus auriculotemporalis, also vor dem Ohr. Gleichzeitig tritt eine umschriebene Hautrötung sowie eine Schweißneigung (Hyperhidrose) auf. Ausgelöst wird die Symptomatik durch Kaubewegungen oder Geschmacksreize. Ungefähr eine Minute nach Einwirkung des auslösenden Reizes (Triggers) treten Hitzegefühl oder Kribbelparästhesien auf, die zunehmend schmerzhaft werden. Die betroffenen Hautareale röten sich. Es kommt zu einer Steigerung der Hauttemperatur. Wenige Minuten später treten Schweißtropfen aus, zuweilen begleitet von einer vermehrten Speichelsekretion. Typisch sind dabei Hyperästhesie oder Hypästhesie der betroffenen Gesichtshälfte. Typisch ist auch, dass die Ausbreitungsgebiete des Schwitzens, der Hautrötung und der Sensibilitätsstörungen nicht vollständig übereinstimmen. Die Hyperhidrose kann sogar an ganz anderen Stellen, zum Beispiel unter dem Kinn, auftreten.

## Anatomische Grundlagen
Der Pathomechanismus des Aurikulotemporalissyndroms läuft vermutlich über den Reflexbogen der Parotissekretion. Die afferenten Impulse verlaufen über den Nervus glossopharyngeus und erreichen über die Hirnnerven V (Nervus trigeminus), VII (Nervus facialis) und X (Nervus vagus) den Nucleus tractus solitarii. Dort werden sie auf den Nucleus salivatorius umgeschaltet, der die Reflexantwort steuert. Über Nervus glossopharyngeus, Nervus tympanicus, Nervus petrosus superficialis minor, über das Ganglion oticum und den Nervus auriculotemporalis erreichen die efferenten Nervenimpulse dann die anatomischen Bereiche, in denen die Symptome auftreten.

## Ätiologie
Verursacht wird die Aurikulotemporalisneuralgie durch Erkrankungen der Ohrspeicheldrüse (Parotis). Ätiologisch handelt es sich meist um Folgezustände nach Speicheldrüsenentzündungen oder Verletzungen der Parotisloge. Das Syndrom wird aber auch nach Ohrentzündungen (Otitis) beobachtet oder es tritt ohne erkennbaren Grund auf. Dann spricht man von einer sogenannten idiopathischen oder primären Form, die man von den oben genannten symptomatischen Formen abgrenzt.

## Pathogenese
Man nimmt an, dass es nach einer auslösenden Grunderkrankung zu einer Fehlsprossung geschädigter Nervenfasern kommt. Die charakteristische Kombination der Symptome könnte dadurch entstehen, dass parasympathische Nervenfasern, die die Speicheldrüse versorgen, in sympathische, sudorisekretorische und sensible Hautnerven hineinwachsen. Da das Syndrom sporadisch aber auch schon wenige Tage nach einer Parotiserkrankung auftritt, zu einem Zeitpunkt also, zu dem eine Fehleinsprossung von Nervenfasern noch gar nicht erfolgt sein kann, haben andere Autoren andere Pathomechanismen vermutet. Haxton nimmt als Grundlage des Syndroms einen physiologischen Reflex an, dessen normale Hemmung lediglich ausgefallen ist.

## Verlauf
Das Syndrom entwickelt sich Wochen bis Jahre nach der entsprechenden Parotisschädigung. Danach bleibt es unbehandelt lebenslang bestehen. In seltenen Fällen treten die Symptome aber auch schon nach wenigen Tagen auf.

## Differenzialdiagnose
Die Aurikulotemporalisneuragie muss differenzialdiagnostisch von der Trigeminusneuralgie abgegrenzt werden, weil die Schmerzlokalisation ähnlich sein kann. Bei der Trigeminusneuralgie schießen die Schmerzen jedoch plötzlich ein, während sie bei der Aurikulotemporalisneuralgie langsamer anschwellen. Außerdem fehlt bei der Trigeminusneuralgie das typische Geschmacksschwitzen. Geschmacksschwitzen kommt allerdings auch bei der Syringomyelie oder bei Enzephalitiden, seltener bei vegetativer Labilität und gelegentlich bei Gesunden vor.

## Therapie
Als Therapie der ersten Wahl gelten heute Botulinum-Injektionen. Nachhaltige Besserungen können auch durch Blockaden des Nervus auriculotemporalis mit Procain-, Alkohol- oder Phenol-Injektionen erreicht werden. Sollte das nichts helfen, kommt eine Ausschaltung des Nervus glossopharyngeus in Frage. Medikamentöse Behandlungen mit Antikonvulsiva werden heute noch empfohlen. Zu nennen sind Gabapentin, Carbamazepin und Phenytoin, seltener Valproinsäure. Allerdings sind diese Medikamente nicht regelhaft wirksam.